# Pazzeska
Pazzeska è un singolo della rapper italiana Myss Keta, pubblicato l'8 marzo 2019 come secondo singolo estratto dall'album in studio Paprika.

## Descrizione
Il brano è stato realizzato con la collaborazione del rapper Guè.

## Video musicale
Il video musicale, diretto da Simone Rovellini, mostra la rapper muoversi in un ambiente totalmente rosa dominato da una mortadella gigante (omaggio a Valeria Marini nel film Bambola) in una dimensione surreale.

## Tracce
1. Pazzeska (feat. Gué Pequeno) – 2:45

## Classifiche
| Classifica (2019) | Posizione massima |
| ----------------- | ----------------- |
| Italia            | 97                |